# Беатриса де Діа

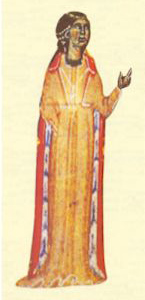
Беатриса де Діа. Національна бібліотека Франції. XIII ст.

Беатриса (Беатрис) де Діа (Контесса де Діа) (окс. Beatriz de Dia) — графиня кінця XII століття, відома трубадурка.

## Життєпис
Перша з відомих 17 жінок-трубадурок. Складала пісні в легкому стилі. З її життєпису відомо, що Беатриса де Діа була одружена, але таємно кохала трубадура Рембо Воклюзського, якому присвятила багато своїх пісень.
Збереглося п'ять текстів пісень Беатриси. До пісні A chantar m'er збереглася мелодія. Тема віршів графині де Діа — скарги жінки, покинутої коханим. Її твори розкривають куртуазну любов з жіночої перспективи.

## Твори
- Ab ioi et ab ioven m'apais

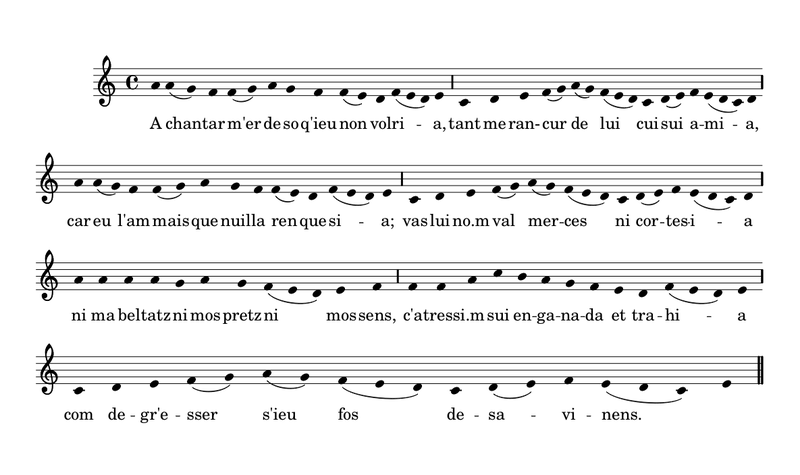
Сучасна партитура першого рядка пісні A chantar

- A chantar m'er de so q'ieu no volria (з мелодією)
- Estat ai en greu cossirier
- Fin ioi me don'alegransa